# Patinoire des Courtilles
La patinoire des Courtilles est le nom de la patinoire municipale d'Asnières-sur-Seine en Île-de-France. Elle a été inaugurée en 1971.

## Description
La patinoire des Courtilles est située boulevard Pierre-de-Coubertin, dans le Centre sportif des Courtilles de la ville d'Asnières-sur-Seine, où l'on trouve également la piscine municipale Franck Esposito, un gymnase, un terrain de tennis et un terrain de football.
Elle a été inaugurée en 1971. Elle offre une piste de glace de 60 mètres de long sur 30 mètres de large. Sa capacité d’accueil est de 1421 places assises.
La patinoire des Courtilles est décrite comme l'une des plus belles de la région.
Elle aurait servi à de nombreux décors de films notamment pour le téléfilm de TF1 "De feu et de glace " avec la chanteuse Lorie où la scène finale s'y déroulerait.
Ce site est desservi par la station de métro Asnières - Gennevilliers - Les Courtilles.

## Clubs résidents
La patinoire accueille deux clubs de la ville :
- Asnières Patinage s'occupe de l'apprentissage, de la pratique de loisirs et des compétitions pour le patinage artistique et le ballet sur glace. L'âge minimum pour commencer est de 3 ans.

- Asnières Hockey Club est le club de hockey sur glace. Il s'occupe de l'apprentissage (de 3 à 10 ans), de la pratique de loisirs et des compétitions (de 8 à 18 ans). L'équipe de la ville porte le nom des castors d'Asnières.

## Compétitions
La patinoire a accueilli plusieurs compétitions de patinage artistique :
- les championnats de France de danse sur glace 1973
- les championnats de France 1976
- les championnats de France 1982
- les championnats de France 2003 en décembre 2002